# Natação no Campeonato Mundial de Esportes Aquáticos de 2013 - 100 m costas masculino
A prova dos 100 metros costas masculino da natação no Campeonato Mundial de Esportes Aquáticos de 2013 ocorreu entre os dias 29 de julho e 30 de julho no Palau Sant Jordi  em Barcelona.

## Recordes
Antes desta competição, os recordes mundiais e do campeonato nesta prova eram os seguintes:
| Tipo                  | Atleta        | Tempo | Local        | Data                |
| --------------------- | ------------- | ----- | ------------ | ------------------- |
|                       | Aaron Peirsol | 51.94 | Indianápolis | 8 de julho de 2009  |
| Recorde do campeonato | Aaron Peirsol | 52.19 | Roma         | 2 de agosto de 2009 |

## Medalhistas
| Ouro               | Prata               | Bronze                |
| Matt Grevers (USA) | David Plummer (USA) | Jérémy Stravius (FRA) |

## Resultados

### Eliminatórias
Esses foram os resultados das eliminatórias.
| Pos. | Bateria | Raia | Nadador                 | Nacionalidade  | Tempo | Notas |
| ---- | ------- | ---- | ----------------------- | -------------- | ----- | ----- |
| 1    | 6       | 6    | Ashley Delaney          | Austrália      | 53.60 | Q     |
| 2    | 5       | 5    | David Plummer           | Estados Unidos | 53.62 | Q     |
| 3    | 6       | 7    | Xu Jiayu                | China          | 53.63 | Q     |
| 4    | 5       | 4    | Ryosuke Irie            | Japão          | 53.66 | Q     |
| 5    | 4       | 4    | Jérémy Stravius         | França         | 53.85 | Q     |
| 6    | 6       | 4    | Matt Grevers            | Estados Unidos | 53.92 | Q     |
| 7    | 6       | 5    | Kosuke Hagino           | Japão          | 53.94 | Q     |
| 8    | 4       | 3    | László Cseh             | Hungria        | 54.06 | Q     |
| 9    | 5       | 2    | Bastiaan Lijesen        | Países Baixos  | 54.07 | Q     |
| 10   | 4       | 2    | Radosław Kawęcki        | Polónia        | 54.20 | Q     |
| 10   | 5       | 6    | Camille Lacourt         | França         | 54.20 | Q     |
| 12   | 5       | 3    | Chris Walker-Hebborn    | Reino Unido    | 54.23 | Q     |
| 13   | 4       | 5    | Cheng Feiyi             | China          | 54.30 | Q     |
| 14   | 6       | 3    | Gareth Kean             | Nova Zelândia  | 54.37 | Q     |
| 15   | 1       | 5    | Darren Murray           | África do Sul  | 54.64 | Q     |
| 16   | 4       | 6    | Charles Francis         | Canadá         | 54.72 | Q     |
| 17   | 6       | 2    | Aschwin Wildeboer Faber | Espanha        | 54.75 |       |
| 18   | 5       | 7    | Mirco di Tora           | Itália         | 54.76 |       |
| 19   | 6       | 1    | Yakov-Yan Toumarkin     | Israel         | 54.85 |       |
| 20   | 5       | 9    | Federico Grabich        | Argentina      | 55.03 |       |

| Ver o restante da classificação | Ver o restante da classificação | Ver o restante da classificação | Ver o restante da classificação | Ver o restante da classificação | Ver o restante da classificação | Ver o restante da classificação |
| Pos.                            | Bateria                         | Raia                            | Nadador                         | Nacionalidade                   | Tempo                           | Notas                           |
| ------------------------------- | ------------------------------- | ------------------------------- | ------------------------------- | ------------------------------- | ------------------------------- | ------------------------------- |
| 21                              | 5                               | 1                               | Daniel Orzechowski              | Brasil                          | 55.09                           |                                 |
| 22                              | 4                               | 7                               | Pavel Sankovich                 | Bielorrússia                    | 55.13                           |                                 |
| 23                              | 6                               | 8                               | Lavrans Solli                   | Noruega                         | 55.52                           |                                 |
| 24                              | 6                               | 9                               | I Gede Siman Sudartawa          | Indonésia                       | 55.55                           |                                 |
| 25                              | 4                               | 0                               | Danas Rapšys                    | Lituânia                        | 55.68                           |                                 |
| 26                              | 5                               | 0                               | Alexandr Tarabrin               | Cazaquistão                     | 55.70                           |                                 |
| 27                              | 4                               | 1                               | Felix Wolf                      | Alemanha                        | 55.88                           |                                 |
| 28                              | 6                               | 0                               | Lukas Räuftlin                  | Suíça                           | 56.11                           |                                 |
| 29                              | 5                               | 8                               | Pedro Medel                     | Cuba                            | 56.12                           |                                 |
| 30                              | 3                               | 5                               | Martin Baďura                   | Chéquia                         | 56.19                           |                                 |
| 31                              | 3                               | 6                               | Charles Hockin                  | Paraguai                        | 56.50                           |                                 |
| 32                              | 3                               | 3                               | Danil Bukin                     | Uzbequistão                     | 56.63                           |                                 |
| 33                              | 4                               | 9                               | Guven Duvan                     | Turquia                         | 56.78                           |                                 |
| 34                              | 3                               | 4                               | Jean-François Schneiders        | Luxemburgo                      | 56.88                           |                                 |
| 35                              | 4                               | 8                               | Shin Hee-Wong                   | Coreia do Sul                   | 56.95                           |                                 |
| 36                              | 3                               | 9                               | Boris Kirillov                  | Azerbaijão                      | 58.17                           |                                 |
| 37                              | 3                               | 8                               | Ngou Pok Man                    | Macau                           | 58.26                           |                                 |
| 38                              | 3                               | 7                               | Heshan Unamboowe                | Sri Lanka                       | 58.49                           |                                 |
| 39                              | 2                               | 4                               | Artiom Gladun                   | Moldávia                        | 58.60                           |                                 |
| 40                              | 3                               | 0                               | Jean Luis Gómez                 | República Dominicana            | 59.30                           |                                 |
| 41                              | 3                               | 1                               | Awse Ma'aya                     | Jordânia                        | 59.75                           |                                 |
| 42                              | 3                               | 2                               | Khachik Plavchyan               | Armênia                         | 59.79                           |                                 |
| 43                              | 2                               | 3                               | Gorazd Chepishevski             | Macedônia do Norte              | 1:00.11                         |                                 |
| 44                              | 2                               | 5                               | Rodrigo Soriano                 | El Salvador                     | 1:00.79                         |                                 |
| 45                              | 2                               | 6                               | Jordan Augier                   | Santa Lúcia                     | 1:00.99                         | Recorde nacional                |
| 46                              | 2                               | 2                               | Hamdan Bayusuf                  | Quênia                          | 1:01.05                         |                                 |
| 47                              | 2                               | 7                               | Eisner Barberena                | Nicarágua                       | 1:01.44                         |                                 |
| 48                              | 1                               | 3                               | Maroun Waked                    | Líbano                          | 1:02.23                         |                                 |
| 49                              | 2                               | 1                               | Yaaqoub Al-Saadi                | Emirados Árabes Unidos          | 1:02.97                         |                                 |
| 50                              | 2                               | 8                               | Victor Torres                   | Ilhas Virgens Americanas        | 1:04.41                         |                                 |
| 51                              | 2                               | 0                               | Erdenemunkh Demuul              | Mongólia                        | 1:05.18                         |                                 |
| 52                              | 1                               | 4                               | Faraj Saleh Faraj Sultan        | Bahrein                         | 1:05.67                         |                                 |
| 53                              | 2                               | 9                               | Andrianirina Lalanomena         | Madagáscar                      | 1:06.10                         |                                 |

### Semifinal
Esses foram os resultados das semifinais.
Semifinal 1
| Pos. | Raia | Nadador              | Nacionalidade  | Tempo | Notas |
| ---- | ---- | -------------------- | -------------- | ----- | ----- |
| 1    | 3    | Matt Grevers         | Estados Unidos | 52.97 | Q     |
| 2    | 4    | David Plummer        | Estados Unidos | 53.10 | Q     |
| 3    | 5    | Ryosuke Irie         | Japão          | 53.41 | Q     |
| 4    | 1    | Gareth Kean          | Nova Zelândia  | 53.81 | Q     |
| 5    | 2    | Radosław Kawęcki     | Polónia        | 53.82 |       |
| 6    | 7    | Chris Walker-Hebborn | Reino Unido    | 53.96 |       |
| 7    | 6    | László Cseh          | Hungria        | 54.00 |       |
| 8    | 8    | Charles Francis      | Canadá         | 54.96 |       |

Semifinal 2
| Pos. | Raia | Nadador          | Nacionalidade | Tempo | Notas |
| ---- | ---- | ---------------- | ------------- | ----- | ----- |
| 1    | 3    | Jérémy Stravius  | França        | 53.23 | Q     |
| 2    | 7    | Camille Lacourt  | França        | 53.42 | Q     |
| 3    | 6    | Kosuke Hagino    | Japão         | 53.68 | Q     |
| 4    | 4    | Ashley Delaney   | Austrália     | 53.74 | Q     |
| 5    | 5    | Xu Jiayu         | China         | 53.84 |       |
| 6    | 2    | Bastiaan Lijesen | Países Baixos | 53.92 |       |
| 7    | 1    | Cheng Feiyi      | China         | 54.20 |       |
| 8    | 8    | Darren Murray    | África do Sul | 55.02 |       |

### Final
Esse foi o resultado da final. 
| Pos.              | Raia | Nadador         | Nacionalidade  | Tempo | Notas |
| ----------------- | ---- | --------------- | -------------- | ----- | ----- |
| Medalha de ouro   | 4    | Matt Grevers    | Estados Unidos | 52.93 |       |
| Medalha de prata  | 5    | David Plummer   | Estados Unidos | 53.12 |       |
| Medalha de bronze | 3    | Jérémy Stravius | França         | 53.21 |       |
| 4                 | 6    | Ryosuke Irie    | Japão          | 53.29 |       |
| 5                 | 2    | Camille Lacourt | França         | 53.51 |       |
| 6                 | 1    | Ashley Delaney  | Austrália      | 53.55 |       |
| 7                 | 7    | Kosuke Hagino   | Japão          | 53.93 |       |
| 8                 | 8    | Gareth Kean     | Nova Zelândia  | 54.25 |       |

Legenda
| Recorde mundial       | Recorde mundial (World record)               |                       | Recorde africano                      | Recorde africano (African) |                                           | Q | Classificado por posição (Qualified) |
| Recorde do campeonato | Recorde do campeonato (Championship record)  | Recorde da América    | Recorde da América (Americas)         | q                          | Classificado por melhor tempo (Qualified) |   |                                      |
| Melhor marca do ano   | Melhor marca do ano (World leading)          | Recorde asiático      | Recorde asiático (Asian)              | DNS                        | Não largou (Did not start)                |   |                                      |
| Recorde nacional      | Recorde nacional (National record)           | Recorde europeu       | Recorde europeu (European)            | DNF                        | Não terminou (Did not finish)             |   |                                      |
| Recorde pessoal       | Recorde pessoal do atleta (Personal best)    | Recorde da Oceania    | Recorde da Oceania (Oceania)          | DSQ / DQ                   | Desclassificado (Disqualified)            |   |                                      |
| Recorde da temporada  | Recorde da temporada do atleta (Season best) | Recorde sul-americano | Recorde sul-americano (South America) | NM                         | Sem marca (No mark)                       |   |                                      |